# Apalocnemis ochracea
Apalocnemis ochracea är en tvåvingeart som beskrevs av Jacques-Marie-Frangile Bigot 1888. Apalocnemis ochracea ingår i släktet Apalocnemis och familjen Brachystomatidae. Inga underarter finns listade i Catalogue of Life.